# Національний олімпійський комітет Бангладеш
Національний олімпійський комітет Бангладеш — організація, яка представляє Бангладеш у міжнародному олімпійському русі. Заснована у 1979 році, зареєстрована у МОК у 1980 році.
Штаб-квартира розташована у Даці. Є членом Міжнародного олімпійського комітету, Олімпійської Ради Азії та інших міжнародних спортивних організацій. Здійснює діяльність з розвитку спорту в Бангладеш.